# Câncer vaginal
Cancro vaginal (português europeu) ou câncer vaginal (português brasileiro) refere-se a qualquer tipo de cancro que se forma nos tecidos da vagina. O cancro vaginal não é muito comum. Ocorre maioritariamente em mulheres com mais de 50 anos, mas pode ocorrer em qualquer idade. Quando detectado em estádios precoces pode ser curado.

## Tipos de Cancro Vaginal
Em ordem de prevalência, devemos considerar:
- Carcinoma epidermoide vaginal, com origem no epitélio escamoso que constitui a vagina. É o tipo mais comum de cancro da vagina.
- Adenocarcinoma vaginal com origem nas células glandulares que pavimentam a vagina e produzem as secreções. Tem um maior risco de metastização à distância do que o carcinoma epidermoide. Geralmente encontra-se em mulheres mais novas (30 ou menos). É frequente numa pequena percentagem de mulheres cujas mães usaram dietilestilbestrol durante a gravidez para evitar o aborto espontâneo.
- Os tumores de células germinativas (teratoma) ou tumores dos seis endodérmicos são raros. Assim como o Sarcoma botrióide, um tipo de rabdomiossarcoma, mais frequente nas crianças.

## Sinais e Sintomas
O sinal mais comum é hemorragia vaginal que pode ser pos-coital, intermentrual (metrorragia), prepubertal ou pós-menopausa. Outros sintomas mais inespecíficos referem-se a disúria (dor ao urinar) ou dispareunia (dor durante o coito).